# Мельников, Алексей Лаврентьевич
Алексей Лаврентьевич Мельников (28 июня 1925, Владиславчик, Киевская губерния — 26 марта 1997, Далматово, Курганская область) — участник Великой Отечественной войны, полный кавалер ордена Славы. После войны работал начальником жилищно-коммунального отдела завода «Молмашстрой». 

## Биография
Алексей Лаврентьевич Мельников родился 28 июня 1925 года в крестьянской семье в селе Владиславчик Владиславчикского сельсовета (укр. Владиславчицька сільська рада) Монастырищенского района Уманского округа Киевской губернии Украинской ССР, ныне село входит в Монастырищенскую городскую общину Уманского района Черкасской области Украины. Украинец.
В мае 1940 года семья Мельниковых переехала в Зауралье, в село Макарьевское Макарьевского сельсовета Далматовского района Челябинской области (ныне село входит в Далматовский муниципальный округ Курганской области). После окончания семилетней школы поступил в Челябинское ремесленное училище № 2 при ЧТЗ (ныне Челябинский механико-технологический техникум).
В феврале 1942 года был призван в Рабоче-крестьянскую Красную Армию Далматовским РВК. После окончания в Чебаркуле школы сержантов в октябре 1942 года прибыл на фронт. Воевал на Южном, 4-м Украинском и 1-м Белорусском фронтах. Службу начинал командиром пулемётного отделения. По возвращении из госпиталя после первого ранения стал наводчиком орудия 4-й батареи 363-го артиллерийского полка 130-й стрелковой дивизии. Освобождал Украину, форсировал Днепр. После взятия Николаева 28-я армия, в составе которой воевал Мельников, была переброшена с юга в Белоруссию.
С июня 1943 года член ВЛКСМ.
30 июля 1944 года во время боя за расширение захваченного плацдарма на западном берегу Западного Буга у населённого пункта Большие Хорошки (Брестская область) противник силою трёх самоходных артиллерийских установок «Фердинанд» с ротой пехоты после артналёта начал контратаковать нашу пехоту. Наводчик орудия 4-й батареи рядовой Мельников, увидев, что противник пошёл в контратаку, рискуя жизнью, под огнём врага выкатил своё орудие и в упор прямой наводкой разбил две пулемётные точки и уничтожил до 20 солдат противника. После чего пехота противника, не выдержав общего огня, повернула обратно.
Приказом по 130-й стрелковой дивизии (№ 027/н) от 15 августа 1944 года рядовой Мельников Алексей Лаврентьевич награждён орденом Славы 3-й степени (№ 153082).
Приказом от 4 сентября 1944 года за героизм, проявленный в боях при освобождении белорусского города Каменчик рядовой Мельников Алексей Лаврентьевич повторно награждён орденом Славы 3-й степени.
20 августа 1944 года в бою за населённый пункт Страхув (Польша) наводчик орудия 4-й батареи младший сержант Мельников огнём своего орудия поддерживал наступавшую пехоту. От разорвавшегося вражеского снаряда был ранен в плечо. Сделав перевязку, остался в строю, продолжая прямой наводкой вести огонь. Уничтожив два станковых пулемёта с расчётами, подавил огонь 75-миллиметровой артиллерийской пушки.
Приказом по войскам 3-го белорусского фронта (№0940/н) от 19 ноября 1944 года младший сержант Мельников Алексей Лаврентьевич награждён орденом Славы 2-й степени (№ 3657).
После госпиталя вернулся в часть. Участвовал в разгроме врага в Восточной Пруссии, во взятии города Гумбиннен (ныне - Гусев, Калининградской области). При штурме Кёнигсберга орудие Мельникова подбило 2 танка, разрушило 5 блиндажей и ряд огневых точек, уничтожило много живой силы противника. Под Кёнигсбергом был ранен четвёртый раз. В госпитале встретил День Победы.
В 1945 году старшина Мельников был демобилизован. Будучи награждённым тремя орденами Славы, он тем не менее не являлся полным кавалером.
С 1945 года член ВКП(б), в 1952 году партия переименована в КПСС.
Вернувшись домой работал в селе заведующим клубом и заведовал глубинным пунктом «Заготзерно». Вскоре переехал на жительство в город Далматово, стал работать машинистом электростанции завода «Молмашстрой». С 1965 года до ухода на пенсию был начальником жилищно-коммунального отдела завода. На всех участках производства работал с полной отдачей сил, пользовался уважением коллектива.
Указом Президиума Верховного Совета СССР от 1 октября 1968 года в порядке перенаграждения Мельников Алексей Лаврентьевич награждён орденом Славы 1-й степени (№ 3164). Стал полным кавалером ордена Славы.
Алексей Лаврентьевич Мельников ушёл из жизни 26 марта 1997 года. Похоронен на кладбище города Далматово Далматовского района Курганской области, ныне город — административный центр Далматовского муниципального округа той же области.

## Награды и звания
- Орден Отечественной войны I степени, 6 апреля 1985 года[4]
- Орден Славы I степени № 3164, 1 октября 1968 года, перенаграждён
- Орден Славы II степени № 3657, 19 ноября 1944 года[5]
- Орден Славы III степени, дважды:
  - № 153082, 15 августа 1944 года[6]
  - 4 сентября 1944 года (1 октября 1968 перенаграждён)
- Медали СССР, в т.ч.
  - Медаль «За отвагу», 26 июня 1944 года[7]
  - Медаль «За взятие Кёнигсберга»
- Почётный гражданин города Гусев.

## Память
- 1 мая 2015 года по инициативе редакции районной газеты «Далматовский вестник» на Аллее Героев (заложена 9 мая 1984 года) в городском парке города Далматово были посажены берёзки. У каждой берёзки установлена табличка-обелиск с именем Героя. Среди них А.Л. Мельников[8].
- В 2019—2020 годах по инициативе депутата Курганской областной Думы Фёдора Ярославцева на Аллее Героев в городском парке города Далматово установлены 14 бюстов Героев. Бюсты героев были вылеплены из глины шадринским скульптором Александром Сергеевичем Галяминских. А отлиты на средства спонсоров — предпринимателей и организаций района. Среди них бюст А.Л. Мельникова. Открытие было приурочено к 75-летию Победы 9 мая 2020 года[9].